# Административно-территориальное деление Смоленской области

## Административно-территориальное устройство
Согласно Закону «Об административно-территориальном устройстве Смоленской области», субъект РФ включает следующие административно-территориальные единицы:
- 25 районов и 2 города вне состава этих районов (Смоленск и Десногорск, которому подчинена д. Сосновка) — соответствовали категории город областного значения;
- 4878 населённых пунктов, в том числе:
  - 25 городских населённых пунктов, из которых 15 городов (включая 2 города вне состава районов и 13 городов в составе районов) и 10 посёлков городского типа,
  - 4853 сельских населённых пункта.

Административным центром Смоленской области является город Смоленск.

## Муниципальное устройство
В рамках муниципального устройства области, в границах административно-территориальных единиц Смоленской области с 1 января 2025 года образовано 27 муниципальных образований:
- 2 городских округа,
- 25 муниципальных округов

2019 год:
В рамках муниципального устройства области, в границах административно-территориальных единиц Смоленской области всего образовано 183 муниципальных образований (по состоянию на 1 января 2019 года):
- 2 городских округа,
- 25 муниципальных районов
  - 23 городских поселения
  - 133 сельских поселений.

2006 год:
В рамках муниципального устройства области, в границах административно-территориальных единиц Смоленской области изначально было образовано 350 муниципальных образований:
- 2 городских округа,
- 25 муниципальных районов
  - 23 городских поселения
  - 300 сельских поселений.

## Районы (муниципальные округа) и города областного значения (городские округа)
| №         | Название                                      | Флаг | Герб | Админ. центр         | Население, чел., (2024 г.) | Площадь, км² | Код ОКАТО |
| --------- | --------------------------------------------- | ---- | ---- | -------------------- | -------------------------- | ------------ | --------- |
| 1e-06     | Районы (муниципальные округа)                 |      |      |                      |                            |              |           |
| 1         | Велижский район                               |      |      | г. Велиж             | ↘8848                      | 1 473        | 66 203    |
| 2         | Вяземский район                               |      |      | г. Вязьма            | ↘69 166                    | 3 352,66     | 66 205    |
| 3         | Гагаринский район                             |      |      | г. Гагарин           | ↘39 257                    | 2 901,24     | 66 208    |
| 4         | Глинковский район                             |      |      | с. Глинка            | ↘3397                      | 1 223,2      | 66 209    |
| 5         | Демидовский район                             |      |      | г. Демидов           | ↘10 717                    | 2 512,16     | 66 211    |
| 6         | Дорогобужский район                           |      |      | г. Дорогобуж         | ↘23 563                    | 1 772        | 66 214    |
| 7         | Духовщинский район                            |      |      | г. Духовщина         | ↘13 641                    | 2 610        | 66 216    |
| 8         | Ельнинский район                              |      |      | г. Ельня             | ↘10 930                    | 1808,15      | 66 219    |
| 9         | Ершичский район                               |      |      | с. Ершичи            | ↘5052                      | 1 039        | 66 221    |
| 10        | Кардымовский район                            |      |      | п. Кардымово         | ↘10 664                    | 1 095,3      | 66 223    |
| 11        | Краснинский район                             |      |      | пгт Красный          | ↘10 187                    | 1 507,7      | 66 224    |
| 12        | Монастырщинский район                         |      |      | пгт Монастырщина     | ↘7769                      | 1 513,75     | 66 227    |
| 13        | Новодугинский район                           |      |      | с. Новодугино        | ↘7059                      | 1 935        | 66 230    |
| 14        | Починковский район                            |      |      | г. Починок           | ↘24 335                    | 2 380,75     | 66 233    |
| 15        | Рославльский район                            |      |      | г. Рославль          | ↘59 934                    | 3 000        | 66 236    |
| 16        | Руднянский район                              |      |      | г. Рудня             | ↘20 478                    | 2 111        | 66 238    |
| 17        | Сафоновский район                             |      |      | г. Сафоново          | ↘49 887                    | 2 258        | 66 241    |
| 18        | Смоленский район                              |      |      | г. Смоленск          | ↗61 413                    | 2 894,98     | 66 244    |
| 19        | Сычёвский район                               |      |      | г. Сычёвка           | ↘11 980                    | 1 791,1      | 66 246    |
| 20        | Тёмкинский район                              |      |      | с. Тёмкино           | ↘4146                      | 1 324,25     | 66 248    |
| 21        | Угранский район                               |      |      | с. Угра              | ↘6524                      | 2 868,52     | 66 250    |
| 22        | Хиславичский район                            |      |      | пгт Хиславичи        | ↘6419                      | 1 161,04     | 66 252    |
| 23        | Холм-Жирковский район                         |      |      | пгт. Холм-Жирковский | ↘7716                      | 2 033,4      | 66 254    |
| 24        | Шумячский район                               |      |      | пгт Шумячи           | ↘7974                      | 1 367,71     | 66 256    |
| 25        | Ярцевский район                               |      |      | г. Ярцево            | ↘46 827                    | 1 618,93     | 66 258    |
| 25.000002 | Города областного значения (городские округа) |      |      |                      |                            |              |           |
| 26        | Город Смоленск                                |      |      | г. Смоленск          | ↘310 460                   | 166,35       | 66 401    |
| 27        | Город Десногорск                              |      |      | г. Десногорск        | ↘24 684                    | 42,89        | 66 410    |

## Городские и сельские поселения (до 2024 года)
Все городские и сельские поселения были упразднены в 2024 году в связи с преобразованием всех муниципальных районов и муниципальные округа.

### Велижский район
- Административный центр — город Велиж

| Муниципальное образование       | Глава МО                      | Площадь, км² | Административный центр |
| ------------------------------- | ----------------------------- | ------------ | ---------------------- |
| Велижское городское поселение   | Гаврилова Ирина Дмитриевна    | 42,49        | город Велиж            |
| Крутовское сельское поселение   | Фёдоров Николай Александрович |              | деревня Крутое         |
| Печенковское сельское поселение | Свисто Руслан Николаевич      |              | деревня Печёнки        |
| Селезнёвское сельское поселение | Новикова Валентина Павловна   |              | деревня Селезни        |

Законом Смоленской Области от 20 декабря 2018 года № 180-з были преобразованы, путём их объединения:
- Беляевское, Будницкое и Крутовское сельские поселения — в Крутовское сельское поселение с административным центром в деревне Крутое;
- Заозёрское, Печенковское и Погорельское сельские поселения — в Печенковское сельское поселение с административным центром в деревне Печёнки;
- Селезнёвское и Ситьковское сельские поселения — в Селезнёвское сельское поселение с административным центром в деревне Селезни.

### Вяземский район
- Административный центр — город Вязьма

| Муниципальное образование          | Глава МО                       | Площадь, км² | Административный центр |
| ---------------------------------- | ------------------------------ | ------------ | ---------------------- |
| Вяземское городское поселение      | Григорьев Александр Аркадьевич | 50,10        | город Вязьма           |
| Андрейковское сельское поселение   | Яровин Александр Валерьевич    |              | село Андрейково        |
| Вязьма-Брянское сельское поселение | Шайторова Валентина Павловна   | 9,61         | село Вязьма-Брянская   |
| Кайдаковское сельское поселение    | Арчаков Иван Михайлович        |              | деревня Кайдаково      |
| Новосельское сельское поселение    | Журальская Наталья Анатольевна |              | деревня Новое Село     |
| Семлёвское сельское поселение      | Перцев Сергей Николаевич       |              | село Семлёво           |
| Степаниковское сельское поселение  | Петров Александр Иванович      |              | село Новый             |
| Тумановское сельское поселение     | Гущина Марина Георгиевна       |              | село Туманово          |

Законом Смоленской области от 25 мая 2017 года № 64-з, 5 июня 2017 года были преобразованы, путём их объединения:
- Андрейковское, Масловское, Относовское и Хмелитское сельские поселения — в Андрейковское сельское поселение с административным центром в селе Андрейково;
- Кайдаковское, Ефремовское и Юшковское сельские поселения — в Кайдаковское сельское поселение с административным центром в деревне Кайдаково;
- Новосельское и Каснянское сельские поселения — в Новосельское сельское поселение с административным центром в деревне Новое Село;
- Семлевское, Заводское, Калпитское, Поляновское и Российское сельские поселения — в Семлёвское сельское поселение с административным центром в селе Семлёво;
- Степаниковское и Исаковское сельские поселения — в Степаниковское сельское поселение с административным центром в селе Новый;
- Тумановское, Ермолинское, Мещёрское, Царево-Займищенское и Шуйское сельские поселения — в Тумановское сельское поселение с административным центром в селе Туманово.

### Гагаринский район
- Административный центр — город Гагарин

| Муниципальное образование       | Глава МО                                         | Площадь, км² | Административный центр |
| ------------------------------- | ------------------------------------------------ | ------------ | ---------------------- |
| Гагаринское городское поселение | Исполняющий полномочия - Иванов Игорь Викторович | 14,46        | город Гагарин          |
| Гагаринское сельское поселение  | Чубарева Юлия Александровна                      |              | деревня Клушино        |
| Кармановское сельское поселение | Васильева Валентина Александровна                |              | село Карманово         |
| Никольское сельское поселение   | Воробьёва Олеся Александровна                    |              | деревня Никольское     |

Законом Смоленской Области от 20 декабря 2018 года № 186-з были преобразованы, путём их объединения:
- Ельнинское, Кармановское и Самуйловское сельские поселения — в Кармановское сельское поселение с административным центром в селе Карманово;
- Акатовское, Ашковское, Баскаковское, Гагаринское, Пречистенское и Родомановское сельские поселения — в Гагаринское сельское поселение с административным центром в деревне Клушино;
- Мальцевское, Никольское, Покровское, Потаповское, Серго-Ивановское и Токаревское сельские поселения — в Никольское сельское поселение с административным центром в деревне Никольское.

### Глинковский район
- Административный центр — село Глинка

| Муниципальное образование       | Глава МО                    | Площадь, км² | Административный центр |
| ------------------------------- | --------------------------- | ------------ | ---------------------- |
| Глинковское сельское поселение  | Ковалёва Зоя Егоровна       | 235,65       | село Глинка            |
| Болтутинское сельское поселение | Антипова Ольга Павловна     |              | деревня Болтутино-1    |
| Доброминское сельское поселение | Ларионова Лариса Викторовна |              | деревня Добромино      |

Законом Смоленской Области от 20 декабря 2018 года № 172-з были преобразованы, путём их объединения:
- Бердниковское и Болтутинское сельские поселения — в Болтутинское сельское поселение с административным центром в деревне Болтутино-1.
- Белохолмское, Доброминское и Ромодановское сельские поселения — в Доброминское сельское поселение с административным центром в деревне Добромино.

### Демидовский район
- Административный центр — город Демидов

| Муниципальное образование        | Глава МО                        | Площадь, км² | Административный центр |
| -------------------------------- | ------------------------------- | ------------ | ---------------------- |
| Демидовское городское поселение  | Матвеев Владимир Константинович | 43,98        | город Демидов          |
| Пржевальское городское поселение | Гоголинский Иван Александрович  | 6,18         | пгт Пржевальское       |
| Борковское сельское поселение    | Дмитриев Сергей Викторович      | 465,15       | деревня Жеруны         |
| Заборьевское сельское поселение  | Лисененков Андрей Владимирович  |              | деревня Заборье        |
| Слободское сельское поселение    | Заварзина Галина Владимировна   | 18,10        | деревня Старый Двор    |
| Титовщинское сельское поселение  | Яскин Александр Геннадьевич     |              | деревня Титовщина      |

Законом Смоленской области от 28 мая 2015 года № 73-з, были преобразованы, путём их объединения, муниципальные образования:
- Баклановское, Воробьёвское, Заборьевское, Закустищенское и Карцевское сельские поселения в Заборьевское сельское поселение с административным центром в деревне Заборье;
- Бородинское, Дубровское, Жичицкое, Закрутское, Пересудовское, Полуяновское, Титовщинское и Шаповское сельские поселения в Титовщинское сельское поселение с административным центром в деревне Титовщина.

### Дорогобужский район
- Административный центр — город Дорогобуж

| Муниципальное образование             | Глава МО                       | Площадь, км² | Административный центр    |
| ------------------------------------- | ------------------------------ | ------------ | ------------------------- |
| Дорогобужское городское поселение     | Овчинникова Татьяна Петровна   | 13,84        | город Дорогобуж           |
| Верхнеднепровское городское поселение | Золотухин Олег Анатольевич     | 11,52        | пгт Верхнеднепровский     |
| Алексинское сельское поселение        | Кулаженкова Наталья Степановна |              | село Алексино             |
| Михайловское сельское поселение       | Кулешов Александр Владимирович |              | деревня Ново-Михайловское |
| Усвятское сельское поселение          | Павликов Леонид Петрович       |              | деревня Слойково          |

Законом Смоленской области от 25 мая 2017 года № 60-з, 5 июня 2017 года были преобразованы, путём их объединения:
- Алексинское, Княщинское и Ушаковское сельские поселения — в Алексинское сельское поселение с административным центром в селе Алексино;
- Михайловское, Васинское, Полибинское и Фрунзенское сельские поселения — в Михайловское сельское поселение с административным центром в деревне Ново-Михайловское;
- Усвятское, Балакиревское, Кузинское, Слойковское и Озерищенское сельские поселения — в Усвятское сельское поселение с административным центром в деревне Слойково.

### Духовщинский район
- Административный центр — город Духовщина

| Муниципальное образование        | Глава МО                        | Площадь, км² | Административный центр |
| -------------------------------- | ------------------------------- | ------------ | ---------------------- |
| Духовщинское городское поселение | Шевченко Светлана Владимировна  | 10,94        | город Духовщина        |
| Озёрненское городское поселение  | Виноградова Елена Александровна | 20,00        | пгт Озёрный            |
| Булгаковское сельское поселение  | Сазанкова Татьяна Ивановна      |              | деревня Булгаково      |
| Пречистенское сельское поселение | Смирнова Татьяна Александровна  |              | село Пречистое         |
| Третьяковское сельское поселение | Иванова Елена Ивановна          |              | деревня Третьяково     |

Законом Смоленской Области от 20 декабря 2018 года № 188-з были преобразованы, путём их объединения:
- Береснёвское и Булгаковское — в Булгаковское сельское поселение с административным центром в селе Булгаково.
- Добринское и Пречистенское сельские поселения — в Пречистенское сельское поселение с административным центром в селе Пречистое.
- Бабинское и Третьяковское сельские поселения — в Третьяковское сельское поселение с административным центром в деревне Третьяково.

### Ельнинский район
- Административный центр — город Ельня

| Муниципальное образование       | Глава МО                     | Площадь, км² | Административный центр |
| ------------------------------- | ---------------------------- | ------------ | ---------------------- |
| Ельнинское городское поселение  | Новикова Марина Петровна     | 86,00        | город Ельня            |
| Бобровичское сельское поселение | Малахова Раиса Николаевна    |              | деревня Богородицкое   |
| Коробецкое сельское поселение   | Буряков Игорь Витальевич     |              | село Коробец           |
| Леонидовское сельское поселение | Малахова Светлана Михайловна |              | деревня Шарапово       |

Законом Смоленской области от 25 мая 2017 года № 54-з, 5 июня 2017 года были преобразованы, путём их объединения:
- Бобровичское и Рождественское сельские поселения — в Бобровичское сельское поселение с административным центром в деревне Богородицкое;
- Коробецкое, Мазовское, Пронинское и Теренинское сельские поселения — в Коробецкое сельское поселение с административным центром в селе Коробец;
- Леонидовское, Малышевское, Мутищенское и Новоспасское сельские поселения — в Леонидовское сельское поселение с административным центром в деревне Шарапово.

### Ершичский район
- Административный центр — село Ершичи

| Муниципальное образование      | Глава МО                                                  | Площадь, км² | Административный центр |
| ------------------------------ | --------------------------------------------------------- | ------------ | ---------------------- |
| Ершичское сельское поселение   | Буханова Елена Александровна                              | 197,65       | село Ершичи            |
| Воргинское сельское поселение  | Парфёнова Нина Антоновна                                  | 13,93        | село Ворга             |
| Кузьмичское сельское поселение | Ковалев Алексей Николаевич                                |              | деревня Карповка       |
| Руханское сельское поселение   | Исполняющая полномочия - Федоренкова Наталья Владимировна |              | деревня Егоровка       |

Законом Смоленской области от 25 мая 2017 года № 56-з, 5 июня 2017 года были преобразованы, путём их объединения:
- Кузьмичское, Беседковское, Сеннянское и Поселковское сельские поселения — в Кузьмичское сельское поселение с административным центром в деревне Карповка;
- Руханское, Егоровское и Сукромлянское сельские поселения — в Руханское сельское поселение с административным центром в деревне Егоровка.

### Кардымовский район
- Административный центр — посёлок Кардымово

| Муниципальное образование        | Глава МО                      | Площадь, км² | Административный центр |
| -------------------------------- | ----------------------------- | ------------ | ---------------------- |
| Кардымовское городское поселение | Голубых Анатолий Валентинович | 12,30        | пгт Кардымово          |
| Каменское сельское поселение     | Шевелева Валентина Петровна   |              | деревня Каменка        |
| Тюшинское сельское поселение     | Ласкина Елена Евгеньевна      |              | деревня Тюшино         |
| Шокинское сельское поселение     | Серафимов Владимир Викторович |              | деревня Шокино         |

Законом Смоленской Области от 20 декабря 2018 года № 170-з были преобразованы, путём их объединения:
- Берёзкинское и Каменское сельские поселения — в Каменское сельское поселение с административным центром в деревне Каменка.
- Первомайское, Соловьёвское и Шокинское сельские поселения — в Шокинское сельское поселение с административным центром в деревне Шокино.
- Мольковское, Нетризовское и Тюшинское сельские поселения — в Тюшинское сельское поселение с административным центром в деревне Тюшино.

### Краснинский район
- Административный центр — пгт Красный

| Муниципальное образование       | Глава МО                          | Площадь, км² | Административный центр |
| ------------------------------- | --------------------------------- | ------------ | ---------------------- |
| Краснинское городское поселение | Нестеренкова Валентина Николаевна | 70,37        | пгт Красный            |
| Гусинское сельское поселение    | Суханова Вера Михайловна          |              | деревня Гусино         |
| Малеевское сельское поселение   | Кондудина Валентина Владимировна  |              | деревня Малеево        |
| Мерлинское сельское поселение   | Киреенкова Эдита Михайловна       |              | деревня Мерлино        |

Законом Смоленской области от 25 мая 2017 года № 62-з, 5 июня 2017 года были преобразованы, путём их объединения:
- Гусинское и Красновское сельские поселения — в Гусинское сельское поселение с административным центром в деревне Гусино;
- Малеевское, Викторовское, Волоедовское, Глубокинское, Нейковское, Октябрьское и Павловское сельские поселения — в Малеевское сельское поселение с административным центром в деревне Малеево;
- Мерлинское, Маньковское и Волковское сельские поселения — в Мерлинское сельское поселение с административным центром в деревне Мерлино.

### Монастырщинский район
- Административный центр — пгт Монастырщина

| Муниципальное образование           | Глава МО                     | Площадь, км² | [Административный центр  |
| ----------------------------------- | ---------------------------- | ------------ | ------------------------ |
| Монастырщинское городское поселение | Кулаженкова Зоя Васильевна   | 8,17         | пгт Монастырщина         |
| Александровское сельское поселение  | Статуева Татьяна Ивановна    | 205,44       | деревня Слобода          |
| Барсуковское сельское поселение     | Попкова Татьяна Владимировна | 145,88       | деревня Барсуки          |
| Гоголевское сельское поселение      | Колесников Андрей Андреевич  |              | деревня Гоголевка        |
| Новомихайловское сельское поселение | Иванов Сергей Викторович     | 867,40       | деревня Новомихайловское |
| Соболевское сельское поселение      | Кулешов Владимир Михайлович  |              | деревня Соболево         |
| Татарское сельское поселение        | Кулагин Геннадий Петрович    |              | деревня Татарск          |

Законом Смоленской области от 28 мая 2015 года № 78-з, были преобразованы, путём их объединения, муниципальные образования:
- Гоголевское и Любавичское сельские поселения в Гоголевское сельское поселение с административным центром в деревне Гоголевка;
- Слободское и Соболевское сельские поселения в Соболевское сельское поселение с административным центром в деревне Соболево;
- Добросельское и Татарское сельские поселения в Татарское сельское поселение с административным центром в деревне Татарск.

### Новодугинский район
- Административный центр — село Новодугино

| Муниципальное образование        | Глава МО                      | Площадь, км² | Административный центр |
| -------------------------------- | ----------------------------- | ------------ | ---------------------- |
| Новодугинское сельское поселение | Анискин Александр Сергеевич   | 158,20       | село Новодугино        |
| Высоковское сельское поселение   | Ичетовкин Андрей Алекандрович | 249,80       | село Высокое           |
| Днепровское сельское поселение   | Хлестакова Анна Ивановна      | 520,00       | село Днепровское       |
| Извековское сельское поселение   | Суворова Лидия Петровна       | 359,80       | деревня Извеково       |
| Тесовское сельское поселение     | Семёнов Александр Иванович    | 471,3        | село Тёсово            |

Законом Смоленской области от 28 мая 2015 года № 71-з, были преобразованы, путём их объединения, Капустинское и Тесовское сельские поселения в Тесовское сельское поселение с административным центром в село Тесово.

### Починковский район
- Административный центр — город Починок

| Муниципальное образование         | Глава МО                      | Площадь, км² | Административный центр |
| --------------------------------- | ----------------------------- | ------------ | ---------------------- |
| Починковское городское поселение  | Романенкова Ирина Николаевна  | 11,06        | город Починок          |
| Ленинское сельское поселение      | Летова Оксана Евгеньевна      |              | деревня Лучеса         |
| Мурыгинское сельское поселение    | Наумов Игорь Васильевич       |              | деревня Мурыгино       |
| Прудковское сельское поселение    | Иванченко Николай Петрович    |              | деревня Прудки         |
| Стодолищенское сельское поселение | Зиновьева Любовь Владимировна |              | посёлок Стодолище      |
| Шаталовское сельское поселение    | Зыкова Елена Алексеевна       |              | деревня Шаталово       |

Законом Смоленской Области от 20 декабря 2018 года № 178-з были преобразованы, путём их объединения:
- Климщинское, Ленинское, Стригинское и Шмаковское сельские поселения — в Ленинское сельское поселение с административным центром в деревне Лучеса.
- Ивановское, Лосненское, Мурыгинское и Переснянское сельские поселения — в Мурыгинское сельское поселение с административным центром в деревне Мурыгино.
- Княжинское и Прудковское сельские поселения — в Прудковское сельское поселение с административным центром в деревне Прудки.
- Краснознаменское, Лысовское и Стодолищенское сельские поселения — в Стодолищенское сельское поселение с административным центром в посёлке Стодолище.
- Васьковское, Даньковское и Шаталовское сельские поселения — в Шаталовское сельское поселение с административным центром в деревне Шаталово.

### Рославльский район
- Административный центр — город Рославль

| Муниципальное образование         | Глава МО                                            | Площадь, км² | Административный центр |
| --------------------------------- | --------------------------------------------------- | ------------ | ---------------------- |
| Рославльское городское поселение  | Гаврилюк Любовь Сергеевна                           | 41,50        | город Рославль         |
| Астапковичское сельское поселение | Романенкова Наталья Владимировна                    |              | деревня Астапковичи    |
| Екимовичское сельское поселение   | исполняющий полномочия — Голякова Юлия Владимировна |              | село Екимовичи         |
| Кирилловское сельское поселение   | Бондарева Татьяна Викторовна                        | 131,90       | деревня Малые Кириллы  |
| Липовское сельское поселение      | Мамонтов Григорий Иванович                          |              | деревня Липовка        |
| Любовское сельское поселение      | Гришина Ольга Юрьевна                               |              | деревня Коски          |
| Остёрское сельское поселение      | Ананченков Сергей Григорьевич                       |              | село Остёр             |
| Перенское сельское поселение      | Шаманова Людмила Яковлевна                          |              | деревня Перенка        |
| Пригорьевское сельское поселение  | Афанасенкова Галина Леонидовна                      |              | деревня Пригоры        |
| Сырокоренское сельское поселение  | Хаченкова Елена Ивановна                            |              | деревня Новосёлки      |

Законом Смоленской Области от 20 декабря 2018 года № 190-з были преобразованы, путём их объединения:
- Богдановское, Екимовичское и Ивановское сельские поселения — в Екимовичское сельское поселение с административным центром в селе Екимовичи.
- Астапковичское, Лесниковское и Хорошовское сельские поселения — в Астапковичское сельское поселение с административным центром в деревне Астапковичи.
- Остёрское и Рославльское сельские поселения — в Остёрское сельское поселение с административным центром в селе Остёр.
- Волковичское и Перенское сельские поселения — в Перенское сельское поселение с административным центром в деревне Перенка.
- Грязенятское и Липовское сельские поселения — в Липовское сельское поселение с административным центром в деревне Липовка.
- Епишевское, Жарынское и Пригорьевское сельские поселения — в Пригорьевское сельское поселение с административным центром в деревне Пригоры.
- Костырёвское и Любовское сельские поселения — в Любовское сельское поселение с административным центром в деревне Коски.
- Крапивенское, Савеевское и Сырокоренское сельские поселения — в Сырокоренское сельское поселение с административным центром в деревне Новосёлки.

### Руднянский район
- Административный центр — город Рудня

| Муниципальное образование        | Глава МО                        | Площадь, км² | Административный центр |
| -------------------------------- | ------------------------------- | ------------ | ---------------------- |
| Руднянское городское поселение   | Школьская Елена Евгеньевна      | 14,79        | город Рудня            |
| Голынковское городское поселение | Иванова Нина Васильевна         | 19,00        | пгт Голынки            |
| Любавичское сельское поселение   | Савинене Валентина Владимировна |              | деревня Казимирово     |
| Переволочское сельское поселение | Силаева Татьяна Петровна        |              | деревня Переволочье    |
| Понизовское сельское поселение   | Брагина Татьяна Владимировна    |              | село Понизовье         |
| Чистиковское сельское поселение  | Панфилов Александр Алексеевич   |              | деревня Чистик         |

Законом Смоленской Области от 20 декабря 2018 года № 176-з были преобразованы, путём их объединения:
- Казимировское и Любавичское сельские поселения — в Любавичское сельское поселение с административным центром в деревне Казимирово.
- Кляриновское и Понизовское сельские поселения — в Понизовское сельское поселение с административным центром в селе Понизовье.
- Кругловское и Переволочское сельские поселения — в Переволочское сельское поселение с административным центром в деревне Переволочье.
- Смолиговское и Чистиковское сельские поселения — в Чистиковское сельское поселение с административным центром в деревня Чистик.

### Сафоновский район
- Административный центр — город Сафоново

| Муниципальное образование               | Глава МО                                           | Площадь, км² | Административный центр   |
| --------------------------------------- | -------------------------------------------------- | ------------ | ------------------------ |
| Сафоновское городское поселение         | Шаповалова Светлана Викторовна                     | 29,58        | город Сафоново           |
| Барановское сельское поселение          | Плешкова Валентина Васильевна                      |              | деревня Бараново         |
| Беленинское сельское поселение          | Петрик Людмила Владимировна                        | 112,00       | деревня Беленино         |
| Вадинское сельское поселение            | Здесева Лилия Ивановна                             |              | посёлок Вадино           |
| Вышегорское сельское поселение          | Николаева Лариса Михайловна                        |              | деревня Вышегор          |
| Зимницкое сельское поселение            | Бессонова Марина Владимировна                      | 187,40       | деревня Зимница          |
| Издешковское сельское поселение         | исполняющий полномочия — Триппель Елена Викторовна |              | село Издешково           |
| Казулинское сельское поселение          | Цатнев Сергей Павлович                             | 169,00       | деревня Казулино         |
| Николо-Погореловское сельское поселение | Исакова Галина Ивановна                            | 103,00       | деревня Николо-Погорелое |
| Прудковское сельское поселение          | Ермаков Александр Иванович                         |              | деревня Прудки           |
| Пушкинское сельское поселение           | Шведова Елена Алексеевна                           | 113,84       | деревня Пушкино          |
| Рыбковское сельское поселение           | Никитина Наталья Ивановна                          | 88,30        | деревня Рыбки            |
| Старосельское сельское поселение        | Юшковский Сергей Иванович                          | 235,50       | деревня Старое Село      |

Законом Смоленской Области от 20 декабря 2018 года № 184-з были преобразованы, путём их объединения:
- Барановское и Дуровское сельские поселения — в Барановское сельское поселение с административным центром в деревне Бараново.
- Вадинское и Васильевское сельские поселения — в Вадинское сельское поселение с административным центром в посёлке Вадино.
- Вышегорское и Дроздовское сельские поселения — в Вышегорское сельское поселение с административным центром в деревне Вышегор.
- Игнатковское и Издешковское сельские поселения — в Издешковское сельское поселение с административным центром в посёлке Издешково.
- Богдановщинское и Прудковское сельские поселения — в Прудковское сельское поселение с административным центром в деревне Прудки.

### Смоленский район
- Административный центр — город Смоленск

| Муниципальное образование         | Глава МО                                           | Площадь, км² | Административный центр |
| --------------------------------- | -------------------------------------------------- | ------------ | ---------------------- |
| Волоковское сельское поселение    | Козлова Раиса Александровна                        | 194,88       | деревня Волоковая      |
| Вязгинское сельское поселение     | Абрамов Александр Дмитриевич                       | 225,14       | деревня Вязгино        |
| Гнёздовское сельское поселение    | Соловьёва Елена Сергеевна                          | 102,58       | деревня Новые Батеки   |
| Дивасовское сельское поселение    | Власенкова Светлана Борисовна                      | 165,21       | деревня Дивасы         |
| Касплянское сельское поселение    | Чухнов Владимир Михайлович                         | 101,05       | село Каспля-1          |
| Катынское сельское поселение      | Трусов Валерий Эдуардович                          | 148,13       | село Катынь            |
| Козинское сельское поселение      | Губанев Юрий Геннадьевич                           | 74,21        | деревня Богородицкое   |
| Корохоткинское сельское поселение | Алексеенков Владимир Николаевич                    | 145,50       | деревня Магалинщина    |
| Кощинское сельское поселение      | Филатова Наталья Викторовна                        | 86,68        | деревня Кощино         |
| Лоинское сельское поселение       | Лапеченков Николай Сергеевич                       | 370,30       | деревня Лоино          |
| Михновское сельское поселение     | исполняющий полномочия — Бурделев Алексей Петрович | 112,46       | деревня Михновка       |
| Новосельское сельское поселение   | Андреюшкин Игорь Павлович                          | 235,62       | деревня Новосельский   |
| Печёрское сельское поселение      | Митрофанов Юрий Леонидович                         | 5,38         | село Печерск           |
| Пионерское сельское поселение     | Кутузов Андрей Петрович                            | 170,70       | деревня Санники        |
| Пригорское сельское поселение     | Гончаров Олег Анатольевич                          | 130,40       | село Пригорское        |
| Сметанинское сельское поселение   | Харченко Ольга Олеговна                            | 104,76       | деревня Сметанино      |
| Стабенское сельское поселение     | Чекрыжов Дмитрий Сергеевич                         | 224,39       | деревня Покорное       |
| Талашкинское сельское поселение   | Бабикова Ирина Юрьевна                             | 158,09       | село Талашкино         |
| Хохловское сельское поселение     | Мамонтова Елена Леонидовна                         | 139,50       | деревня Хохлово        |

### Сычёвский район
- Административный центр — город Сычёвка

| Муниципальное образование       | Глава МО                    | Площадь, км² | Административный центр |
| ------------------------------- | --------------------------- | ------------ | ---------------------- |
| Сычёвское городское поселение   | Парахина Татьяна Павловна   | 7,90         | город Сычёвка          |
| Дугинское сельское поселение    | Сергеева Ольга Валерьевна   |              | деревня Дугино         |
| Караваевское сельское поселение | Жукова Валентина Андреевна  |              | деревня Караваево      |
| Мальцевское сельское поселение  | Семёнова Ольга Игоревна     |              | деревня Мальцево       |
| Никольское сельское поселение   | Суворов Владимир Васильевич |              | деревня Никольское     |

Законом Смоленской области от 28 мая 2015 года № 69-з, были преобразованы, путём их объединения, муниципальные образования:
- Дугинское и Суторминское сельские поселения в Дугинское сельское поселение с административным центром в деревне Дугино;
- Караваевское, Бехтеевское, Середское и Вараксинское сельские поселения в Караваевское сельское поселение с административным центром в деревне Караваево;
- Мальцевское и Лукинское сельские поселения в Мальцевское сельское поселение с административным центром в деревне Мальцево;
- Никольское, Субботниковское и Хлепенское сельские поселения в Никольское сельское поселение с административным центром в деревне Никольское.

### Тёмкинский район
- Административный центр — село Тёмкино

| Муниципальное образование       | Глава МО                    | Площадь, км² | Административный центр |
| ------------------------------- | --------------------------- | ------------ | ---------------------- |
| Батюшковское сельское поселение | Петров Сергей Александрович |              | деревня Бекрино        |
| Медведевское сельское поселение | Потапов Виктор Петрович     |              | деревня Власово        |
| Павловское сельское поселение   | Филичкина Елена Сергеевна   |              | деревня Булгаково      |
| Тёмкинское сельское поселение   | Малинина Любовь Васильевна  |              | село Тёмкино           |

Законом Смоленской области от 28 июня 2017 года № 83-з были преобразованы, путём их объединения:
- Батюшковское, Васильевское и Долматовское сельские поселения — в Батюшковское сельское поселение с административным центром в деревне Бекрино.
- Вязищенское, Кикинское и Медведевское сельские поселения — в Медведевское сельское поселение с административным центром в деревне Власово.
- Аносовское, Павловское и Селенское сельские поселения — в Павловское сельское поселение с административным центром в деревне Булгаково.

### Угранский район
- Административный центр — село Угра

| Муниципальное образование     | Глава МО                        | Площадь, км² | Административный центр |
| ----------------------------- | ------------------------------- | ------------ | ---------------------- |
| Всходское сельское поселение  | Трифонова Марина Кирилловна     |              | село Всходы            |
| Знаменское сельское поселение | Слабчуков Дмитрий Александрович |              | село Знаменка          |
| Угранское сельское поселение  | Тимошенкова Татьяна Алексеевна  |              | село Угра              |

Законом Смоленской области от 25 мая 2017 года № 58-з, 5 июня 2017 года были преобразованы, путём их объединения:
- Всходское, Арнишицкое, Холмовское, Полдневское, Захарьевское и Ключиковское сельские поселения — в Всходское сельское поселение с административным центром в селе Всходы;
- Знаменское, Желаньинское, Великопольевское, Слободское, Подсосонское, Вёшковское, Михалёвское и Дрожжинское сельские поселения — в Знаменское сельское поселение с административным центром в селе Знаменка;
- Угранское, Русановское и Мытишинское сельские поселения — в Угранское сельское поселение с административным центром в селе Угра.

### Хиславичский район
- Административный центр — пгт Хиславичи

| Муниципальное образование         | Глава МО                        | Площадь, км² | Административный центр |
| --------------------------------- | ------------------------------- | ------------ | ---------------------- |
| Хиславичское городское поселение  | Маханёк Олег Борисович          | 7,16         | пгт Хиславичи          |
| Владимировское сельское поселение | Митрофанов Александр Леонидович | 34,77        | деревня Владимировка   |
| Городищенское сельское поселение  | Якушев Виктор Владимирович      |              | деревня Городище       |
| Кожуховичское сельское поселение  | Федосов Сергей Петрович         |              | деревня Братковая      |
| Корзовское сельское поселение     | Антоненков Евгений Николаевич   |              | деревня Корзово        |
| Печерское сельское поселение      | Шкредов Александр Николаевич    |              | деревня Печёрская Буда |
| Череповское сельское поселение    | Гореликова Галина Алексеевна    | 161,06       | деревня Черепово       |

Законом Смоленской Области от 20 декабря 2018 года № 174-з были преобразованы, путём их объединения:
- Городищенское, Иозефовское и Соинское сельские поселения — в Городищенское сельское поселение с административным центром в деревне Городище.
- Кожуховичское и Колесниковское сельские поселения — в Кожуховичское сельское поселение с административным центром в деревне Братковая.
- Корзовское и Упинское сельские поселения — в Корзовское сельское поселение с административным центром в деревне Корзово.
- Микшинское и Печерское сельские поселения — в Печерское сельское поселение с административным центром в деревне Печёрская Буда.

### Холм-Жирковский район
- Административный центр — посёлок Холм-Жирковский

| Муниципальное образование           | Глава МО                       | Площадь, км² | Административный центр     |
| ----------------------------------- | ------------------------------ | ------------ | -------------------------- |
| Холм-Жирковское городское поселение | Мартынова Надежда Николаевна   | 14,39        | пгт Холм-Жирковский        |
| Агибаловское сельское поселение     | Крылов Сергей Иванович         |              | деревня Агибалово          |
| Богдановское сельское поселение     | Персидский Вячеслав Михайлович |              | село Боголюбово            |
| Игоревское сельское поселение       | Анисимова Наталья Михайловна   | 4,83         | станция Игоревская         |
| Лехминское сельское поселение       | Борисова Нина Викторовна       |              | деревня Лехмино            |
| Тупиковское сельское поселение      | Козел Михаил Владимирович      |              | станция Владимирский Тупик |

Законом Смоленской Области от 20 декабря 2018 года № 182-з были преобразованы, путём их объединения:
- Агибаловское, Пигулинское и Стешинское сельские поселения — в Агибаловское сельское поселение с административным центром в деревне Агибалово.
- Батуринское, Богдановское и Томское сельские поселения — в Богдановское сельское поселение с административным центром в селе Боголюбово.
- Болышевское, Канютинское, Лехминское и Нахимовское сельские поселения — в Лехминское сельское поселение с административным центром в деревне Лехмино.
- Никитинское, Печатниковское и Тупиковское сельские поселения — в Тупиковское сельское поселение с административным центром в станции Владимирский Тупик.

### Шумячский район
- Административный центр — пгт Шумячи

| Муниципальное образование         | Глава МО                         | Площадь, км² | Административный центр |
| --------------------------------- | -------------------------------- | ------------ | ---------------------- |
| Шумячское городское поселение     | Казакова Наталья Михайловна      | 5,40         | пгт Шумячи             |
| Надейковичское сельское поселение | Лесникова Ирина Геннадьевна      | 207,29       | деревня Надейковичи    |
| Озёрное сельское поселение        | Павлов Александр Александрович   | 306,93       | деревня Озёрная        |
| Первомайское сельское поселение   | Богрянцева Светлана Владимировна | 138,48       | село Первомайский      |
| Понятовское сельское поселение    | Бондарева Наталья Борисовна      | 139,44       | станция Понятовка      |
| Руссковское сельское поселение    | Марченкова Нина Александровна    | 201,57       | село Русское           |
| Снегирёвское сельское поселение   | Тимофеев Виктор Александрович    | 233,00       | деревня Снегирёвка     |
| Студенецкое сельское поселение    | Панова Наталья Михайловна        | 145,89       | деревня Студенец       |

### Ярцевский район
- Административный центр — город Ярцево

| Муниципальное образование         | Глава МО                      | Площадь, км² | Административный центр |
| --------------------------------- | ----------------------------- | ------------ | ---------------------- |
| Ярцевское городское поселение     | Новосёлов Николай Леонидович  | 57,90        | город Ярцево           |
| Капыревщинское сельское поселение | Котов Александр Александрович | 91,19        | деревня Капыревщина    |
| Михейковское сельское поселение   | Киселёв Николай Иванович      | 20,18        | деревня Михейково      |
| Мушковичское сельское поселение   | Азаренков Андрей Алексеевич   | 6,50         | деревня Мушковичи      |
| Подрощинское сельское поселение   | Солоненкова Жанна Викторовна  | 11,40        | деревня Подроща        |
| Суетовское сельское поселение     | Волков Александр Сергеевич    | 23,2         | деревня Суетово        |

Законом Смоленской области от 25 мая 2017 года № 52-з, 5 июня 2017 года были преобразованы, путём их объединения:
- Капыревщинское, Кротовское, Львовское, Миропольское и Репинское сельские поселения — в Капыревщинское сельское поселение с административным центром в деревне Капыревщина;
- Михейковское и Зайцевское сельские поселения — в Михейковское сельское поселение с административным центром в деревне Михейково;
- Суетовское и Петровское сельские поселения — в Суетовское сельское поселение с административным центром в деревне Суетово.

## История районов
Решением ЦИК СССР с 1 октября 1929 года была образована Западная область с центром в Смоленске, в состав которой вошли территории Смоленской, Брянской и Калужской губерний, часть территории Тверской и Московской губерний и Великолукский округ Ленинградской области.
Постановлением ЦИК СССР 27 сентября 1937 года Западная область была упразднена.
Из состава Западной и Курской областей были образованы Смоленская, Орловская и Курская области. Смоленская область с центром в городе Смоленске вновь стала самостоятельной территориально-административной единицей в составе РСФСР.
На 27.09.1937 года в составе области было 49 районов и 1 город областного подчинения (Смоленск): Андреевский, Барятинский, Бельский, Велижский, Всходский, Вяземский, Гжатский, Глинковский, Демидовский, Дзержинский, Дорогобужский, Думиничский, Духовщинский, Екимовичский, Ельнинский, Ершичский, Знаменский, Издешковский, Износковский, Ильинский, Кардымовский, Кармановский, Кировский, Козельский, Краснинский, Медынский, Мещовский, Монастырщинский, Мосальский, Новодугинский, Понизовский, Починковский, Пречистенский, Рославльский, Руднянский, Сафоновский, Смоленский, Спас-Деменский, Стодолищенский, Сухиничский, Сычевский, Темкинский, Тумановский, Усвятский, Хиславичский, Холм-Жирковский, Шумячский, Юхновский, Ярцевский. Смоленск имел статус города областного подчинения.
В 1938 году были образованы Батуринский, Касплянский и Слободской районы.
На 1938 год в составе области было 52 района и 1 город областного подчинения (Смоленск).
В 1939 году образованы Куйбышевский и Семлевский районы. Вязьма, Рославль и Ярцево стали городами областного подчинения.
На 1939 год в составе области было 54 района и 4 города областного подчинения.
В 1944 году в состав Калужской области переданы: Барятинский, Дзержинский, Думиничский, Износковский, Кировский, Козельский, Куйбышевский, Медынский, Мещовский, Мосальский, Спас-Деменский, Сухиничский и Юхновский районы. В этом же году в состав Великолукской области переданы: Бельский, Ильинский, Усвятский районы.
На 01.01.1945 года в составе Смоленской области было 38 районов и 4 города областного подчинения.
В 1952 году город Сафоново перешёл в областное подчинение.
В 1958 году Андреевский район переименован в Днепровский район.
В 1960 году были упразднены: Батуринский, Кармановский и Семлевский районы.
В 1961 году (25 марта) упразднены: Всходский, Днепровский, Екимовичский, Знаменский, Касплянский и Слободской районы; образован Угранский район.
В 1961 году (21 августа) упразднены: Глинковский, Издешковский, Понизовский, Пречистенский, Стодолищенский и Тумановский районы.
В 1963 году упразднены: Велижский, Дорогобужский, Ершичский, Кардымовский, Краснинский, Новодугинский, Темкинский, Угранский, Хиславичский и Холм-Жирковский районы.
На 01.02.1963 года в составе Смоленской области было 14 районов и 5 городов областного подчинения.
В 1964 году статус города областного подчинения получил Гжатск.
В 1965 году были образованы: Велижский, Дорогобужский, Краснинский, Угранский, Хиславичский и Холм-Жирковский районы.
В 1968 году город Гжатск переименован в Гагарин, а Гжатский район — в Гагаринский.
В 1972 образованы: Ершичский, Новодугинский и Темкинский районы.
В 1977 году образован Кардымовский район.
В 1980 году образован Глинковский район.
В 1980—1989 годах в составе Смоленской области было 25 районов и 6 городов областного подчинения.
В 1989 году статус города областного подчинения получил Десногорск.
В 1989—1991 годах в составе Смоленской области было 25 районов и 7 городов областного подчинения.
В 1991 году города Вязьма, Рославль, Ярцево, Сафоново, Гагарин стали городами районного значения. Осталось только два города областного значения — Смоленск и Десногорск.
С 1991 года и по настоящее время в составе Смоленской области 25 районов и 2 города областного значения.